# Fidélité Productions
Fidélité Productions — французская кинокомпания, главным образом занимается производством собственных картин. С Fidélité Productions на постоянной основе сотрудничает Франсуа Озон.

## Фильмы производства компании
- Криминальные любовники
- Капли дождя на раскалённых скалах
- 8 женщин
- Время прощания
- Сколько ты стоишь?
- Маленький Николя
- Каникулы маленького Николя